# Перинети (Империја)
Перинети је насеље у Италији у округу Империја, региону Лигурија.
Према процени из 2011. у насељу је живело 22 становника. Насеље се налази на надморској висини од 203 м.